# Venus (film)
Venus is een Britse komedie/dramafilm uit 2006 onder regie van Roger Michell. De productie won de Humanitas Prize (VS). Acteur Leslie Phillips won voor zijn rol een British Independent Film Award en werd genomineerd voor onder meer een BAFTA Award. Hoofdrolspeler Peter O'Toole werd genomineerd voor onder meer een BAFTA, een Academy Award en een Golden Globe.

## Verhaal
Maurice (O'Toole) en Ian (Phillips) zijn twee acteurs op leeftijd en goed bevriend met elkaar. Alleen waar de mopperende Ian vooral acht slaat op de gebreken die zijn leeftijd met zich meebrengt, is Maurice een goedlachse, vriendelijke levensgenieter. Ian raakt verheugd wanneer hij van zijn zus hoort dat zijn nichtje Jessie (Jodie Whittaker) een tijd bij hem komt wonen. Hij stelt zich voor dat hij haar de verfijnde elementen van het leven bijbrengt, terwijl zij voor hem zorgt en schoonmaakt in zijn huisje.
Jessie blijkt niet wat Ian verwachtte. Het twintigjarige meisje is lichtzinnig, grofgebekt, weinig ambitieus en zuipt als een matroos. Ze wil model worden, een plan B acht ze niet nodig. Ian kan er met zijn pet niet bij hoe het meisje over het leven denkt. De - dankzij prostaatklachten - inmiddels impotente Maurice is daarentegen erg gecharmeerd van haar. Ondanks dat hij er niets mee kan, probeert hij haar met zijn charmes in te pakken en maakt hij seksuele avances richting Jessie. Zij moet daar in eerste instantie niets van hebben, maar raakt dankzij Maurice' humor en aandacht voor haar steeds meer gecharmeerd van de oude man. Verwonderd constateert ze dat mensen hem herkennen van zijn acteerwerk en graag mogen, waar hij haar ook mee naartoe troont.
Onderwijl dat Jessie steeds meer sympathie voor Maurice krijgt, voelt deze aan dat hij bezig is met de laatste dagen van zijn leven. Hij probeert daar nog zo veel mogelijk uit te halen en ervoor te zorgen dat hij tegen iedereen gezegd heeft wat hij nog wilde zeggen voor het te laat is.

## Rolverdeling
| Acteur            | Personage         |
| ----------------- | ----------------- |
| Peter O'Toole     | Maurice           |
| Leslie Phillips   | Ian               |
| Jodie Whittaker   | Jessie            |
| Cathryn Bradshaw  | Jillian           |
| Vanessa Redgrave  | Valerie           |
| Richard Griffiths | Donald            |
| Bronson Webb      | Jessie's scharrel |

## Trivia
- Venus was Whittakers filmdebuut.
- Regisseur Michel werkte eerder samen met schrijver Hanif Kureishi aan de film The Mother (2003).